# 동국대학교 분당한방병원
동국대학교 분당한방병원은 경기도 성남시 분당구 수내동에 위치한다. 동국대학교 한의과대학 부속 한방병원이다.

## 같이 보기
- 동국대학교
- 한의과대학